# آمین (شهر)
آمیَن  [amjɛ̃](به فرانسوی: Amiens) نام شهر و بخشی‌است در شمال فرانسه. این شهر در ۱۲۰ کیلومتری شمال پاریس جای‌دارد. آمین مرکز منطقهٔ پیکاردی است. برپایهٔ سرشماری سال ۲۰۱۴ آمین ۲۹۴۵۹۵ تن جمعیت دارد.

## تاریخچه
ساکنان اولیهٔ آمین که تیره‌ای از گل‌ها بودند که در سدهٔ یکم پیش از میلاد در این منطقه می‌زیستند. برپایهٔ داستان‌های مذهبی مسیحی مارتین توری قدیس در زمانی که هنوز یک سرباز رومی بود ردایش را با یک گدا تقسیم‌کرد. همچنین اونوره قدیس که در ۶۰۰ میلادی می‌زیست هفتمین اسقف این شهر بود.
نبرد آمین در خلال جنگ جهانی اول در این شهر رخ‌داد.
در زمان جنگ جهانی دوم و اشغال این منطقه به دست آلمان نازی این شهر شاهد عملیات جریکو بود که در آن انگلیسی‌ها با بمبگذاری زندان آمین سبب آزادی ۲۵۸۳ تن شدند.
در حال حاضر تیم فوتبال این شهر در لیگ برتر فرانسه حضور دارد.

## شهرهای خواهر
- تالسا، اوکلاهاما، آمریکا
- دارلینگتون، انگلستان